# Gritzner

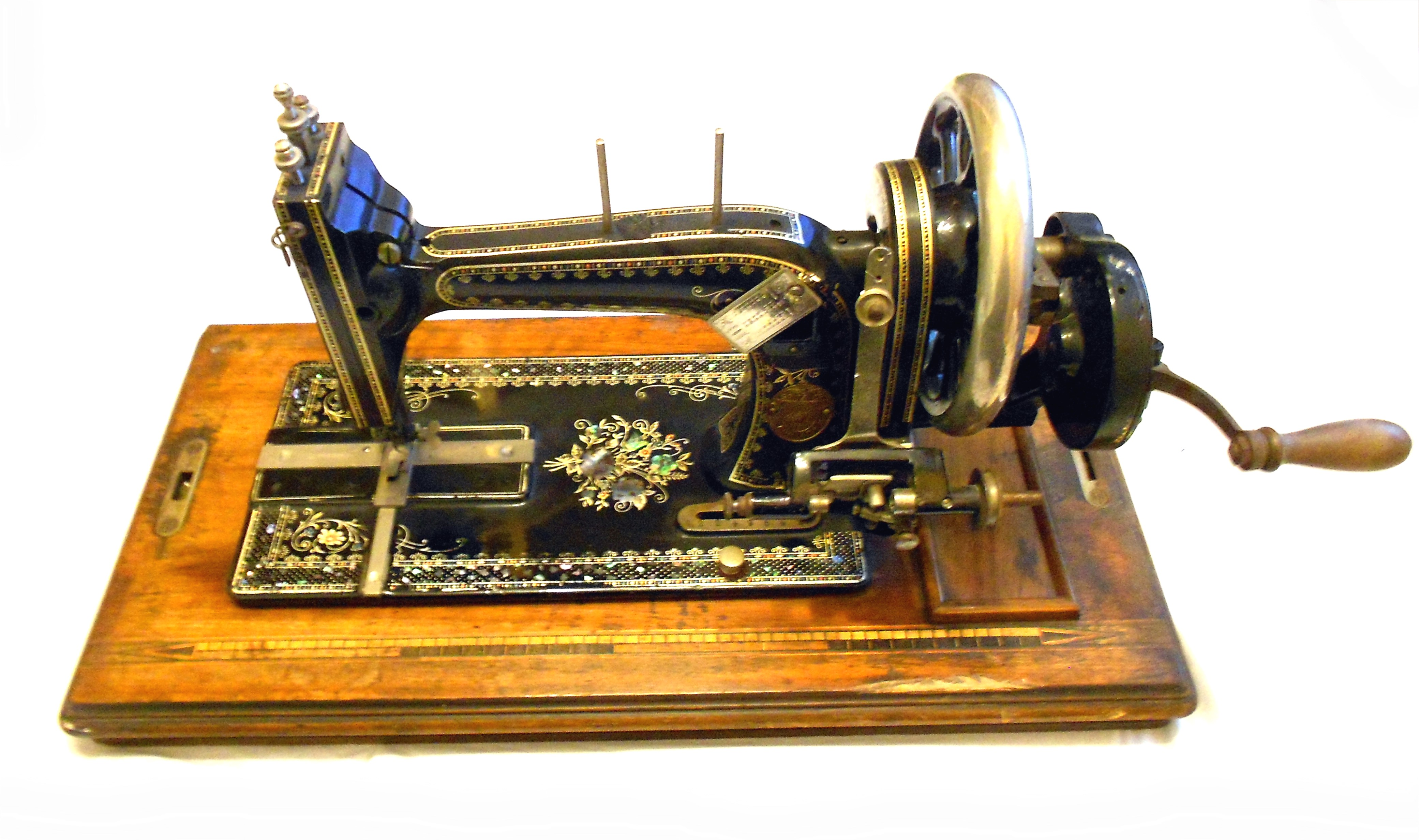
Gritzner No. 1 Nähmaschine, produziert um 1930

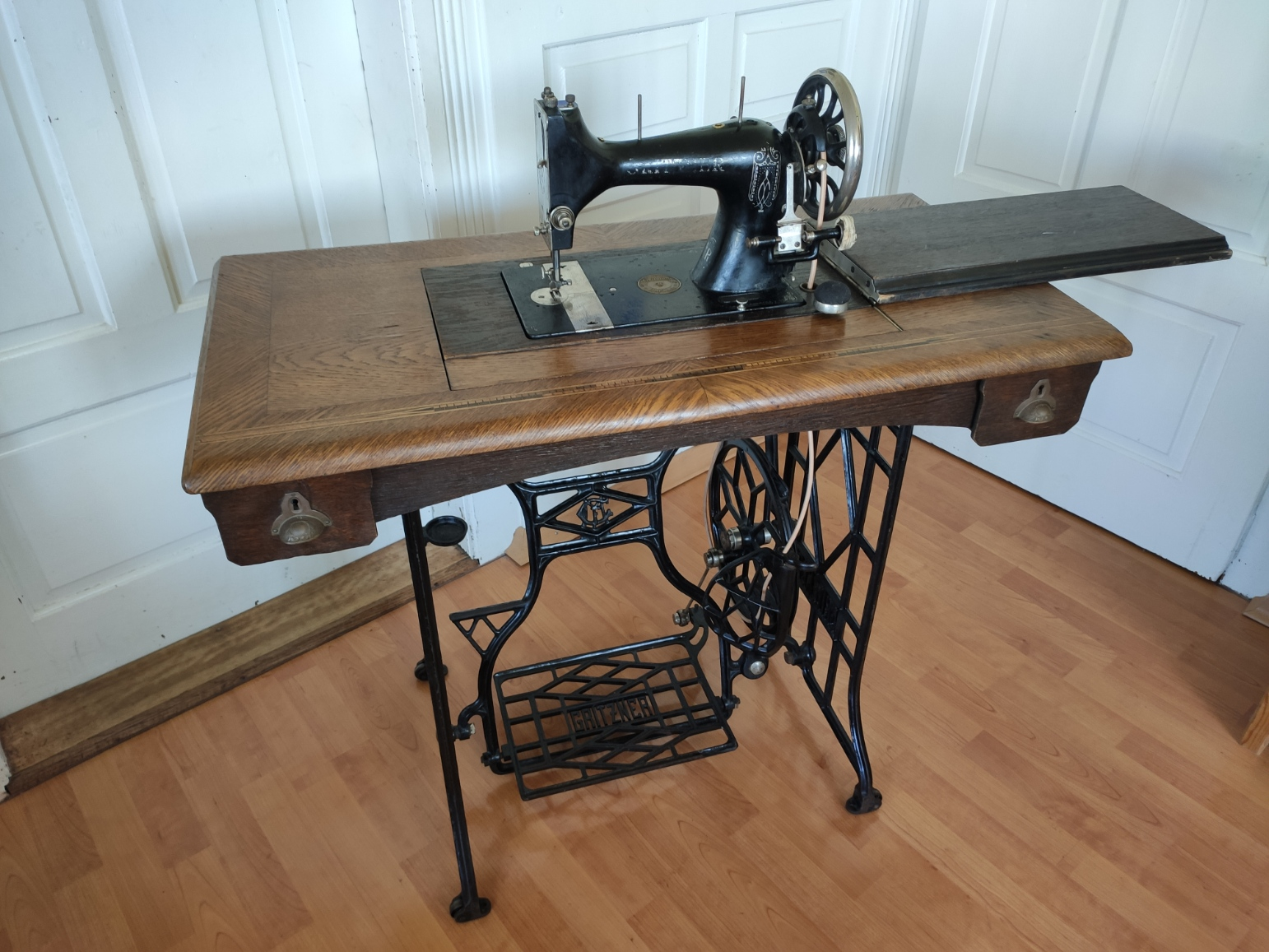
Gritzner Typ „R“ um 1930

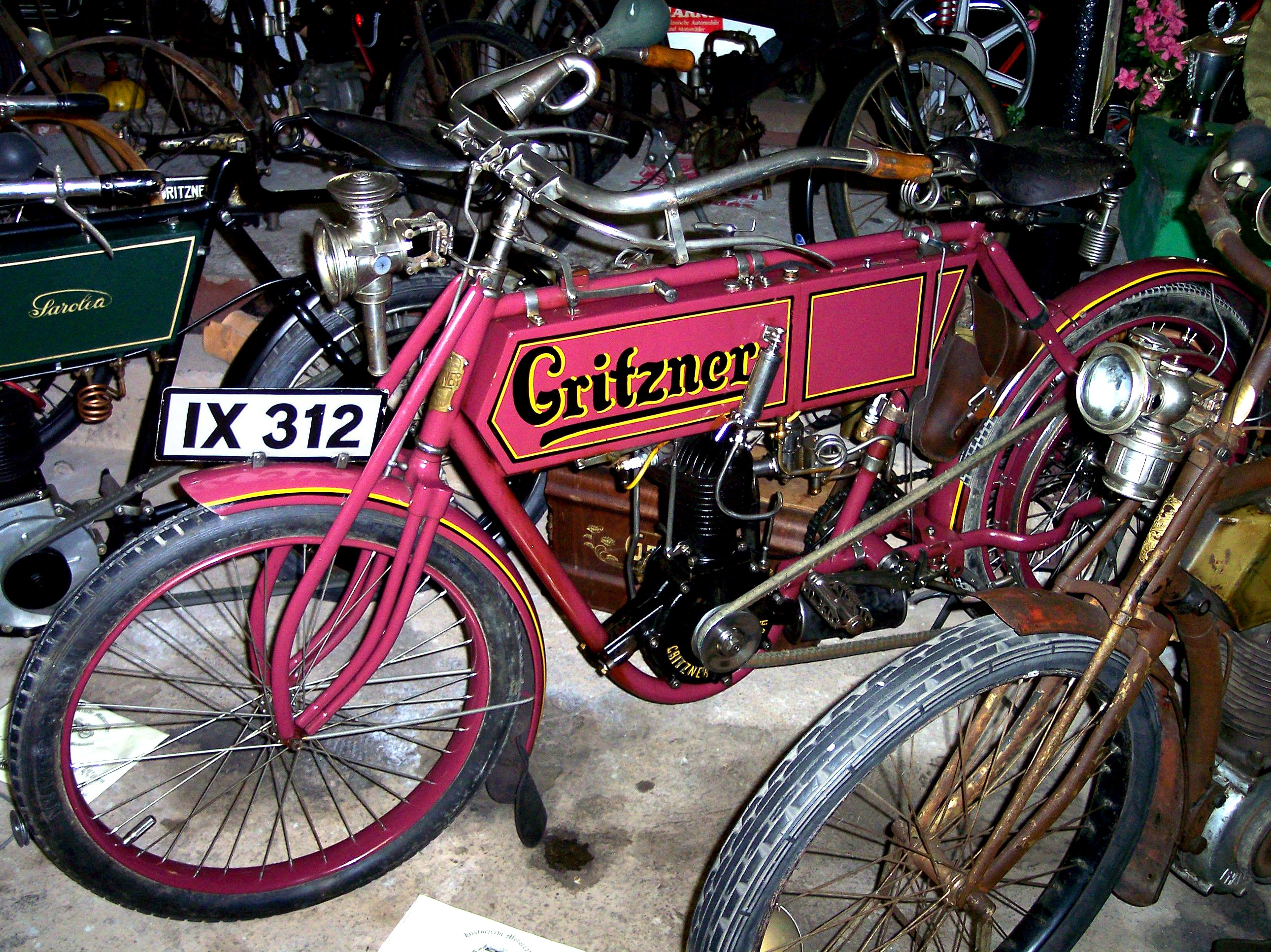
Gritzner-Motorrad von 1903 im Motorradmuseum Heiner Beckmann

Die Maschinenfabrik Gritzner war ein deutsches Unternehmen zur Produktion von Nähmaschinen, Fahrrädern und Motorrädern mit Sitz in Durlach.

## Gründung bis zur Aktiengesellschaft
Die Maschinenfabrik wurde 1872 von Max Carl Gritzner (1825–1892) gegründet. 1879 erfand Gritzner den brillenlosen, doppelt umlaufenden Greifer. Dieser wird heute noch in etwas abgeänderter Form von fast allen Nähmaschinenfabriken der Welt verwendet. Zu dieser Zeit wurde in Durlach bei einer Belegschaft von 120 Angestellten die 20.000. Nähmaschine hergestellt.
1886 wurde das Unternehmen in eine Aktiengesellschaft mit der Firma Nähmaschinenfabrik vorm. Gritzner & Co. AG umgewandelt. Ab 1887 wurden zusätzlich Fahrräder und ab 1903 Motorräder produziert. Auch Pumpen und Dampfmaschinen waren zeitweise im Produktionsprogramm. 1902 wurde die millionste und 1910 die zweimillionste Nähmaschine produziert. In der Zeit entwickelte sich die Maschinenfabrik Gritzner zur größten Nähmaschinenfabrik in Europa.

## Gritzner-Kayser AG

Aktie über 300 DM der Gritzner-Kayser AG vom Juli 1952

Das Unternehmen fusionierte 1931 mit der Pfälzische Nähmaschinen- und Fahrradfabrik vormals Gebrüder Kayser AG in Kaiserslautern zur Gritzner-Kayser AG. Seit der Zeit um 1900 bis in die 1950er Jahre wurden über 7 Millionen Nähmaschinen in 82 Länder exportiert. Zeitweise wurden 80 % bis 90 % aller hergestellten Produkte exportiert. 1955 vernichtete ein Brand den größten Teil der Produktionsanlagen in Durlach.

## Aus Gritzner-Kayser wird Pfaff

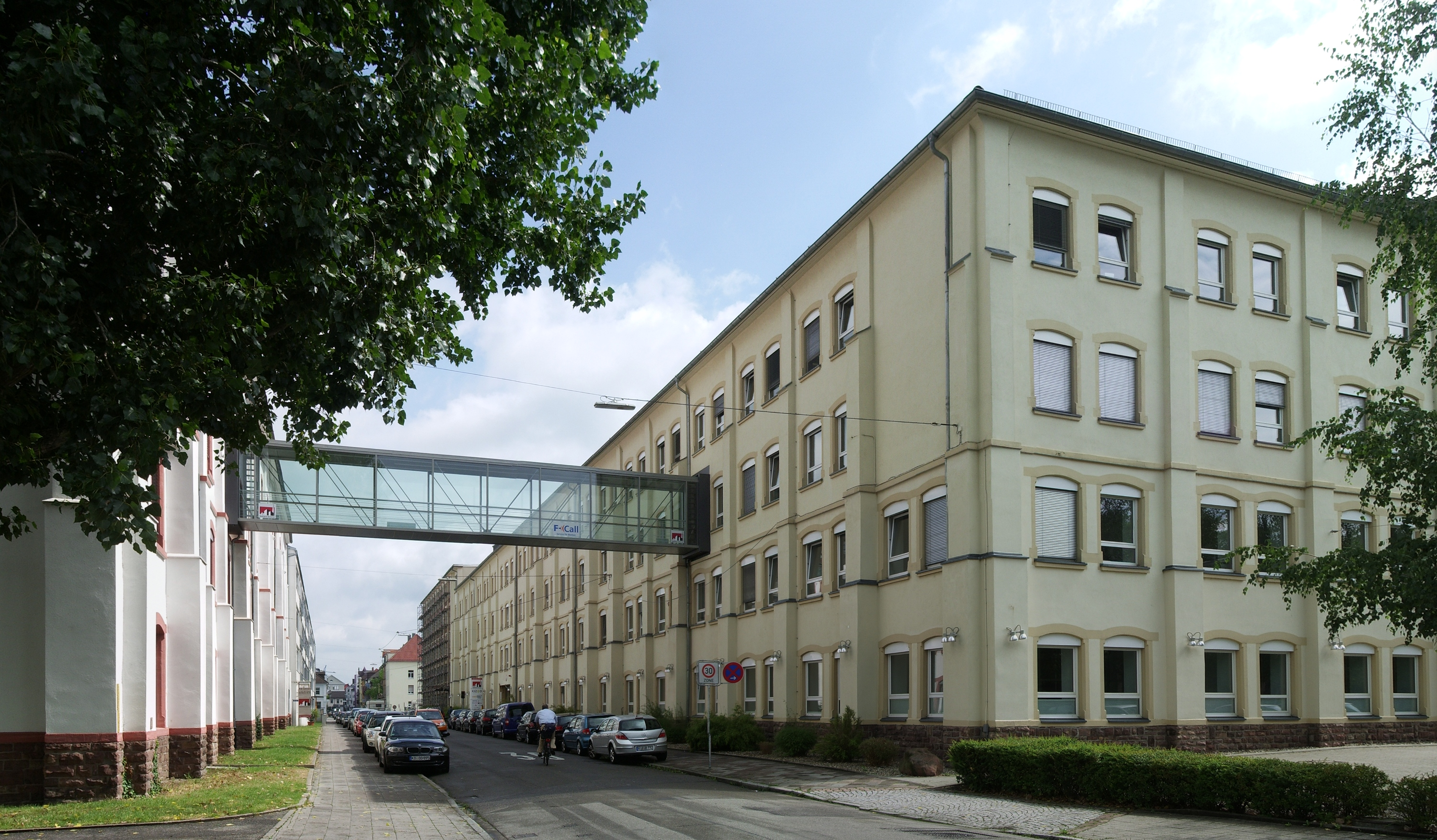
Gritzner-Fabrik in Durlach (Juli 2010)

1957 wurde das Unternehmen inklusive der wiederaufgebauten Fabrik von der G. M. Pfaff AG in Kaiserslautern übernommen. Die nunmehrige Pfafftochter Gritzner-Kayser AG übernahm 1958 die Fertigungsanlagen der Motorradwerke Mars für die Modelle „Monza“ und „Milano“, die in vielen Farben ausgeliefert wurden (häufig: blau-weiß und rot-weiß). Es gab sie als Kleinkrafträder („Monza Supersport“, „Monza Supersport-Deluxe“, „Milano sk“, „Monza sk“) und als normale Mopeds. Es wurden Sachs- und ILO-Motoren verbaut. Das Moped „Monza Supersport deluxe“ ist heute bei Sammlern sehr gesucht.